# Leucauge camerunensis
Leucauge camerunensis là một loài nhện trong họ Tetragnathidae.
Loài này thuộc chi Leucauge. Leucauge camerunensis được Embrik Strand miêu tả năm 1907.